# كرة اليد في الألعاب الأولمبية الصيفية للشباب 2010
أقيمت منافسات كرة اليد في دورة الألعاب الأولمبية الصيفية للشباب 2010 في مركز سانتيك سنغافورة للمؤتمرات والمعارض في سنغافورة.

## الميداليات
| الحدث | الذهبية  | الفضية         | البرونزية |
| ----- | -------- | -------------- | --------- |
| رجال  | مصر      | كوريا الجنوبية | فرنسا     |
| سيدات | الدنمارك | روسيا          | البرازيل  |

## المنتخبات المشاركة

### رجال
| المجموعة الأولى - البرازيل - مصر - سنغافورة |  | المجموعة الثانية - جزر كوك - فرنسا - كوريا الجنوبية |

### سيدات
| المجموعة الأولى - أنغولا - البرازيل - روسيا |  | المجموعة الثانية - أستراليا - الدنمارك - كازاخستان |

## وصلات خارجية
- IHF site